# Alejandro Tiana
Alejandro Tiana Ferrer (Madrid, 1951) es un catedrático y político español. Ejerció como secretario de Estado de Educación entre 2018 y 2022. Previamente, entre 2004 y 2008 sirvió como secretario general de Educación, tiempo en el que impulsó la Ley Orgánica de la Educación (LOE). También ha sido rector de la Universidad Nacional de Educación a Distancia. Es uno de los arquitectos de la LOMLOE.

## Biografía
Nació en Madrid en 1951. Doctor en Filosofía y Letras en la Universidad Complutense de Madrid, especializado en pedagogía, es catedrático de Teoría e Historia de la Educación. Director del Instituto Nacional de Calidad y Evaluación (INCE - Ministerio de Educación y Ciencia) entre 1994 y 1996.
Director del Centro de Investigación, Documentación y Evaluación (CIDE, Ministerio de Educación y Ciencia) entre 1989 y 1994.
Chair de la International Association for the Evaluation of Educational Achievement (IEA) 1999-2004.
Director general de Innovación y Desarrollo de la OEI entre 2003 y 2004.
Secretario general de Educación entre 2004 y 2008 durante el primer gobierno de José Luis Rodríguez Zapatero, se le considera el artífice de la Ley Orgánica de Educación (LOE).
Director general del Centro de Altos Estudios Universitarios de la Organización de Estados Iberoamericanos para la Educación, la Ciencia y la Cultura (OEI) entre 2008 y 2012.
Tiana, que tomó posesión como rector de la Universidad Nacional de Educación a Distancia el 8 de julio de 2013, fue reelegido para dicha responsabilidad académica en abril de 2017.
En junio de 2018 fue designado como secretario de Estado de Educación del gobierno de Pedro Sánchez, dejando el cargo de rector de la UNED, que pasó a ser ocupado por el hasta entonces vicerrector, Ricardo Mairal Usón, según está previsto en el art. 99.2 de los Estatutos de la UNED. Cesó como secretario de Estado en junio de 2022, tras casi cuatro años al frente del órgano.

## Condecoraciones
- Gran Cruz de la Orden Civil de Alfonso X el Sabio (2008)[10]
- Premio Nacional a la Investigación e Innovación Educativas (modalidad tesis doctorales), CIDE - MEC, 1985.
- Premio “Ortega y Gasset” de Ensayo, Excmo. Ayuntamiento de Madrid, 1986.
- Doctor honoris causa por la Universidad de Extremadura (2015) y por la Universidad Nacional Abierta y a Distancia de Colombia (2016).

## Publicaciones

### Libros
- Las misiones pedagógicas. Educación popular en la Segunda República. Catarata, 2021. ISBN 978-84-1352-136-7
- Por qué hicimos la Ley Orgánica de Educación. Wolters Kluwer, 2009. ISBN 97871979117
- Avaluació i rendiment dels sistemes educatius. Universidad Abierta de Cataluña, 1998. ISBN 84-922767-6-2
- Maestros, misioneros y militantes: la educación de la clase obrera madrileña, 1898-1917. Ministerio de Educación Cultura y Deporte, Centro de Investigación y Documentación Educativa, 1992. ISBN 84-369-2197-6
- La investigación histórico-educativa actual: enfoques y métodos. Universidad Nacional de Educación a Distancia, UNED, 1988. ISBN 84-362-2370-5
- Educación libertaria y revolución social: España, 1936-1939. Universidad Nacional de Educación a Distancia, UNED, 1987. ISBN 84-362-2151-6
- El libro escolar, reflejo de intenciones políticas e influencias pedagógicas. UNED, 2000. ISBN 84-362-3934-2